# Каталин Ладик
Каталин Ладик (мађ. Ladik Katalin; Нови Сад, 25. октобар 1942) југословенско - мађарска песникиња, извођачица, глумица. Живи и ради наизменично у Новом Саду, Будимпешти и на хрватском острву Хвар. Паралелно са писањем песмама, ствара звучне песме и визуелне (конкретне) песме, пише и изводи перформансе, експерименталну музику и радио драме. Перформер и експериментални уметник (аутор мејл арта, хепенинга, експерименталних представа). Она испитује језик кроз визуелне и вокалне изразе, као и покрете и гестове. Њени радови обухватају колаже, фотографије, плоче, перформансе и хепенинге у урбаним и природним срединама.

## Биографија
Рођена је у Новом Саду, тада још у саставу Краљевине Југославије, у радничкој породици, отац јој је био неписмен. Према њеном признању, песме је почела да пише са 11 година. Између 1961. и 1963. похађала је средњу економску школу у Новом Саду. Након тога, између 1964. и 1966. године похађала је школу глуме Драмски студио у Новом Саду.
Између 1961. и 1963. радила је као банкарски службеник и помоћник. Између 1963. и 1977. радила је на радију Нови Сад.
Од 1973. до 1976. године била је чланица група Bosch + Bosch, у оквиру које је имала своју територију звука и звучног перформанса и изводила визуелне и концептуалне радове. Године 1974. придружила се новооснованом театру Нови Сад и постала стални члан друштва 1977. године, до 1992. године.
Од 1974. привлачи пажњу углавном драмским улогама. Током година играла је мале и велике улоге у ТВ филмовима. Водила је секцију поезије у књижевним часописима Élet és Irodalom (1993-94) и Cigányfúró (1994-99). Између 1993. и 1998. била је наставник у образовном центру за глас и глуму ХангАр.
У Мађарску се доселила током Јужнословенског рата. Имала је једног сина из три брака.
О својим браковима је рекла:

"Моји бракови нису били сјајни, мислим да се мушкарци фрустрирају у браку. Увек сам бирала интелектуалце сматрајући да ће ме они схватити… Желела сам равноправног партнера и нисам га пронашла. Али, живот је такав: неко има проблем са партијом, неко проблем у браку. Ја сам имала оба проблема."

Каталин Ладик је једна од првих жена на просторима Југославије које су у поезији отворено тематизовале сексуалност. Била је један од симбола југословенске авангарде шездесетих, и остала је упамћена по својој еротичној појави и изјавама којима је провоцирала конзервативну јавност.
Члан је Удружења књижевника Мађарске, Друштва песника, Националног удружења мађарских уметника и Мађарског ПЕН клуба.

## Поезија
Каталин Ладик постала је позната после 1962. по својим надреалним и еротским песмама. Поред њених бројних књига на мађарском језику, томови песама су објављивани у Југославији, Француској, Италији и Сједињеним Државама. Њене песме су објављиване широм света у разним часописима и антологијама, превођене на шпански, немачки, пољски, бугарски, словачки, хинди, кинески, индонежански, румунски, македонски, руски и словеначки језик. Њени сабрани томови објављени су у последње две године у Србији и Хрватској.

"Она је у стању да отелотвори значење поезије као акције. Видео сам једно њено читање у Братислави на фестивалу Арс Поетица, и она је била једини песник који је могао да наелектри публику и без превода.(...)

Успева да пређе језичке баријере, али опет, сваки превод њене поезије је у најмању руку тешко произвести (тачније, „изводљив“). Њен рад обухвата широко поље које укључује перформанс и звучну поезију, и има моћ која ангажује сваку публику, ма колико она била неписмена у савременој поезији."

Poetry Depot

## Проза
Њен први роман Élhetek az arcodon? (Могу ли да живим на твом лицу?) објављен је 2007. године у издању Радионице отворене књиге. Сматра се изузетним делом мађарске авангардне књижевности. Делом аутобиографски инспирисан, делом ауторефлексиван. У роману се смењују стварност и фикција, проза и поезија, понекад прелазећи у стил прозе-стих. Његова главна циљна публика је део уметничке заједнице који је пријемчив за езотеричне референце. Књига говори о три жене: уредници која живи у Будимпешти, уметници и стаклари који живе у Новом Саду, а све имају исто име. Уобичајено име дефинише њихове животе. У почетку не знају једна за другу, али током књиге њихови животи се постепено преплићу. Након што се упознају, почињу да живе животе једни других, што им све мења заувек. Једна од посебности књиге је јединствено богата текстуална документација (писма, новински чланци, постери) и мноштво фотографија. Године 2021. је објављена у српском преводу у Србији.

## Награде
Добитник је бројних награда, укључујући награду Kassák Lajos (1991), холандску награду Mikes Kelemen Kör (Микес Интернатионал) (2000), награду Атила Јожеф (2001), награду за паралелну културу Медиававе (2003), Националну награду Културна награда Републике Србије (2009) и Награда Лавров венац Мађарске  (2012).
- Године 2015. добила је виши разред Награде Клара Херчег Удружења младих уметника студија (Мађарска).
- Године 2016, Јоко Оно јој је доделила ЛенонОно награду за мир, заједно са уметницима као што су Ai Wei Wei, Аниш Капур и Олафур Елијасон.[6] Награда јој је уручена на дан рођења Џона Ленона, у Рејкјавику на Исланду уз музички програм испред Ленонове Светлосне куле.[1]
- Артисјус је 2017. године доделио јој је књижевну награду за књигу песама A víz emlékezete (Сећање на воду).
- Исте године је добила награду Janus Pannonius Filius Ursae за свој књижевни рад „пркосан, провокативан и конфронтирајући са актуелним књижевним канонима“.
- Године 2019. добила је награду Pro Urbe Ferencváros од општине Ференцварош.[7]
- Године 2020. добила је Хазамову награду као признање за животно дело.[8]
- 2021. године добила је медаљу културе за животно дело Центра Милош Црњански.
- Исте године, у организацији Друштва књижевника Војводине, 16 Новосадски међународни књижевни фестивал доделио јој је Међународну књижевну награду Новог Сада.
- 2022. године одликована је официрским крстом мађарског ордена за заслуге.
- 2023. године добила је награду „Сава Шумановић” за ликовну уметност на изложби Арт експо 2023, у сали Мастер центра Новосадског сајма. Као непосредан повод за доделу награде жири је навео објављену књигу Могу ли живети на твом лицу, учешће на изложби Уметност без границе у Будимпешти и велику самосталну изложбу „Ooooooooo-pus“ у минхенском Haus der Kunst, на којој је извела перформанс усклађен са монументалном музејском архитектуром, у коме је сублимисала битне елементе свог целокупног опуса.[9]

## Публикације

### На оригиналном језику
- Ballada az ezüstbicikliről (Балада о сребрном бициклу) | песме | на мађарском | са додатком за аудио диск | Форум, Нови Сад, 1969.
- Elindultak a kis piros bulldózerek (Полазе мали црвени булдожери) | песме | на мађарском | Форум, Нови Сад, 1971.
- Mesék a hétfejű varrógépről (Приче о седмоглавој шиваћој машини) | песме | на мађарском | Форум, Нови Сад, 1978.
- Ikarosz a metrón | песме | на мађарском | Форум, Нови Сад, 1981.
- A parázna söprű. Erotikus versek – Блудна метла | песме | на мађарском и српском језику | Форум, Нови Сад, 1984.
- Kiűzetés. Válogatott versek (Изгон)| песме | на мађарском | Магвето, Будимпешта, 1988.
- Jegyesség (Вереништво) | на мађарском | Црни орао – Орфеј, Будимпешта, 1994.
- A négydimenziós ablak (Четвородимензионални прозор)| песме | на мађарском | Црни орао, Будимпешта, 1998.
- Fűketrec. Bestiárium (Травнати кавез)| песме | на мађарском | Орфеј, Будимпешта, 2004.
- Élhetek az arcodon? (Могу ли да живим на твом лицу?) | проза | на мађарском | Радионица отворене књиге, Будимпешта, 2007.
- Belső vízözön | песме | на мађарском | Парнас, Будимпешта, 2011.
- Ladik Katalin legszebb versei | песме | на мађарском | АБ-АРТ, Братислава, 2012.
- A víz emlékezete. Versek | Pesti Kalligram,, Будимпешта, 2016.
- Lösz. Képek, versek | zEtna, Зента, 2019.
- Idővitorla. Válogatott versek (1962–2022) | Форум, Нови Сад, 2022.
- Béranya versek| Tipp-Kult Kft., Будимпешта, 2022.

### У преводу
- Poesie Erotiche | песме | на италијанском | превео и одабрао Ђакомо Скоти | La Sfinge, Напуљ, 1983.
- Erogen zoon | песме | на српском | превели: Каталин Ладик, Селимир Радуловић, Јудита Шалго, Арпад Вицко | Књижевна заједница Новог Сада, Нови Сад, 1987.
- Stories of the Seven-Headed Sewing Machine | песме | на енглеском | превео: Emöke Z. B’Racz | New Native Press, Силва, 1992.
- Poèmes  | песме | на француском | одабрао: Тибор Пап | превео: Каталин Клуге, Тибор Тардос | CipM  / Spectres Familiers, Марсељ, 1999.
- Икарова сенка | песме | на српском | превели Каталин Ладик, Селимир Радуловић, Јудита Шалго, Арпад Вицко, Драгиња Рамадански | Орфеј, Нови Сад, 2004.
- Stories of the Seven-Headed Sewing Machine | песме | на енглеском | превео: Emöke Z. B’Racz  | Burning Bush Press, Ешвил, 2005.
- Engagement | песме | на енглеском | превео: Emöke Z. B’Racz | Burning Bush Press, Ешвил, 2006.
- Кавез од траве | песме | на хрватском | превела Кристина Петернаи | Матица Хрватска, Осијек, 2007.
- Песме | Војвођански културни центар „Милош Црњански“, Нови Сад, 2022.
- Могу ли да живим на твом лицу : романескна животна прича | (Ре)веза, Нови Сад, 2021.
- Распјеване жеравице : избране пјесме (Сингинг ембер : изабране песме: 1962-1982); ДАФ, Загреб, 2022.

### Е-књиге
- Fűketrec | песме | на мађарском | Mikes International, Хаг, 2003. | за преузимање, пдф формат
- Fűketrec| песме | на мађарском | Мађарска електронска библиотека (МЕК), 2003. | за преузимање, више формата
- A négydimenziós ablak | песме | на мађарском | Мађарска електронска библиотека (МЕК), 2004. | за преузимање, више формата
- Ikarosz biciklijén | песме | на мађарском | Мађарска електронска библиотека (МЕК), 2004.| за преузимање, више формата
- Kiűzetés ~ Jegyesség | песме | на мађарском | Мађарска електронска библиотека (МЕК), 2004. | за преузимање, више формата
- A négydimenziós ablak| песме | на мађарском |  Mikes International, Хаг, 2004. | за преузимање, пдф формат
- Kiűzetés ~ Jegyesség | песме | на мађарском | Mikes International, Хаг, 2004. | за преузимање, пдф формат
- Ikarosz  biciklijén | песме | на мађарском | Mikes International, Хаг, 2004. | за преузимање, пдф формат
- Engagement | песме | на енглеском | Firefly Inx.,  Ешвил, 2012. |
- Stories of the Seven-Headed Sewing Machine | песме | на енглеском | Firefly Inx., Ешвил, 2012. |
- Milyen ízű vagyok? Erotikus versek | песме | на мађарском | Књига месеца, Сентандреја, 2012. |  Архивирано на веб-сајту  (19. април 2024)

## Дискографија

### Звучна поезија
- Балада о сребрном бициклу | звучни диск | прилог истоименој књизи песама | Форум, Нови Сад, 1969.
- Фонопоетика сингл | Галерија Студентског културног центра, Београд, 1976.
- Poesie Sonore Internationale | аудио касета | Зборник звучне поезије, Париз, 1979.
- La Nouvelle Revue d’Art Moderne, special 2. (A Modern Művészet Lapja) | аудио касета |  Rencontres Internationales de Poésie, Париз, 1980.
- Adriano Spatola: Baobab Femme| аудио касета | антологија часописа аудио поезије, Publiart Bazar Regio Emilia, 1982.
- Југословенска звучна поезија | аудио касета | Зборник звучне поезије, 1987.
- Hangár  | аудио касета | антологија звучних песама, Амстердам - Будимпешта, 1987.
- Ко сања осе | ЛП | на основу аудио представе Странац који сања осе | Радио Нови Сад, Нови Сад, 1988.
- Spiritus Noister: Nemzeti zajzárványok | аудио касета | Bahia Music, Будимпешта, 1996.
- Војвођанске мађарске музичке вечери 1988 | ЦД | ЈММТ, Нови Сад, 1998.
- Vízisámán | ЦД | Будимпешта, 1999.
- Spiritus Noister – Kurt Schwitters: Ursonate (Стара соната) | ЦД | Хунгаротон, Будимпешта, 2003.
- Водени анђео | ЦД | Нова Мисао, Нови Сад, 2011.
- Phonopoetics  | Винил, ЛП |  Alga Marghen (Милано), у копродукцији са ацб Галериа (Будимпешта) Милано, 2019.[10]
- Angels  | Винил, ЛП | Alga Marghen (Милано), у копродукцији са ацб Галериа (Будимпешта) Милано, 2021.[11]

### Музика (експериментална музика,џез)
Као певачица, Каталин Ладик је сарађивала са истакнутим личностима хрватских, српских и мађарских савремених композитора. Међу њима су Дубравко Детони, Бранимир Сакач и Милко Келемен (1971-73, бенд ACEZANTEZ); Ерне Кираљ (1963-2002); Душан Радић (Oratorio Profano, 1979); Борис Ковач (1986-1990); Деже Молнар (1989-91); Sőrés Zsolt (познат и као Ахад) и Kovács Zsolt (1996-, Spiritus Noister).
- Ерне Кираљ | ЛП | Удружење Композитора Војводине, Нови Сад, 1978.
- Борис Ковач:  Ritual Nova I | ЛП | Symposion Records, Оверстранд, 1986.
- Борис Ковач: Ritual Nova II | ЦД | Recommended Records, Лондон, 1989.
- Ерне Кираљ – Spectrum | ЦД | Аутобус, Париз, 1999.
- Деже Молнар: Чудна башта | ЦД | вокал на првој нумери (Водени сат) | Студентски културни центар Нови Сад, 2010.

## Аудиопоетске представе и читања

### Аудио поезија и аудио књиге на интернету
- Fűketrec  | звучне песме | на мађарском | Мађарска електронска библиотека (МЕК), 2003. | за преузимање, мп3 формат
- A négydimenziós ablak | звучне песме | на мађарском | Мађарска електронска библиотека (МЕК), 2004. | за преузимање, мп3 формат
- Ikarosz biciklijén | звучне песме | на мађарском | Мађарска електронска библиотека (МЕК), 2004. | за преузимање, мп3 формат
- Kiűzetés – Jegyesség | звучне песме | на мађарском | Мађарска електронска библиотека (МЕК), 2004. | за преузимање, мп3 формат

### Представе (избор)
2011.
- Négy fekete ló mögöttem repül; Jégmadár - детаљи из свеске Belső vízözön | читање наглас | Dzsudi Remake est, Мерлин театар, Будимпешта | видео

## Перформанси

### Наступи,хепенинзи,промоције

#### 60-их, 70-их
1968.
- Будимпешта, Сентандреја – Мађарска | УФО | Szentjóby Tamás, Erdély Miklós, Каталин Ладик | хепенинг

1970.
- Београд - Србија | Позориште Атеље 212, Подрум Сцена | перформанс
- Загреб - Хрватска | Загребачки фестивал експерименталног филма | перформанс
- Будимпешта – Мађарска | Културни центар Јозсеф Атила | Balaskó Jenővel | књижевна представа
- Београд - Србија | Дом Омладине | перформанс
- Темерин - Србија | перформанс

1971.
- Бачка Топола – Србија | UFO Party | перформанс
- Самобор  – Хрватска | Самоборски фашник  | Ерос са овог свијета | UFO Party | перформанс
- Биоград на Мору – Хрватска | UFO Party | перформанс
- Загреб - Хрватска | Универзитетски културни центар | перформанс
- Београд - Србија | Дом Омладине | перформанс
- Загреб - Хрватска | Театар Поезије Загреб  | Четврта димензија кутије  | перформанс

1972.
- Осијек – Хрватска | Анали камерне опере и балета  | перформанс
- Загреб - Хрватска | Театар ИТД | перформансе
- Нови Сад - Србија | Трибина Младих | перформанс
- Београд - Србија | Студентски културни центар | Фестивал проширених медија | перформансе
- Балатонбоглар – Мађарска | Галерија капела | Bosch+Bosch csoport | перформанс

1974.
- Београд - Србија | Студентски културни центар | Фестивал проширених медија | перформанс

1975.
- Загреб - Хрватска | Галерија Студентског Центра| Експерименти у југословенској умјетности | Bosch+Bosch група | перформанс
- Београд - Србија | Студентски културни центар | Фестивал проширених медија | Љубави моја, певачица | перформанс
- Нови Сад - Србија | Трибина Младих  | Change Art | поступак
- Нови Сад - Србија | Спуштење Новог Сада низ реку Дунав | поступак

1976.
- Београд - Србија | Студентски културни центар | Фестивал проширених медија | Change Art | поступак
- Загреб - Хрватска | Галерија савремене уметности | перформанс

1977.
- Зрењанин  – Србија | Културни центар |Поезија, фонична и визеулна поезија Каталин Ладик
- Краков - Пољска | Фонопоетика |перформанс
- Загреб - Хрватска | Информативни центар |Фонопоетика' | са Вујицом Р.Туцићем | перформанс
- Амстердам - Холандија | Stedelijk Museum | Tekst in Geluid | перформанс
- Београд - Србија | Студентски културни центар  |  Фонопоетика | перформанс

1978.
- Крањ - Словенија | Прешерново позориште) | перформанс
- Сарајево - Босна и Херцеговина | Позориште младих, Фестивал малих и експерименталних сцена у Сарајеву | Четврта димензија – крик | перформанс
- Нови Сад - Србија | Трибина Младих | Песнички маратон | перформанс
- Нови Сад - Србија | Студентски клуб 'Соња Маринковић'  | Чудак је ко чекиће сања | перформанс
- Вурзбург – Немачка | Handpresse Galerie: "Randkunst-Kunstrand"  | перформанс
- Нови Сад - Србија | Народна библиотека | Уметност се не понавља, не понавља, не понавља...) | перформанс
- Загреб - Хрватска | Галерија савремене уметности  | Нова утеничка пракса 1966-1978 | перформанс

1979.
- Суботица ( Суботица ) – Србија | Дом Омладине | Певајућа машина за шивење | заједно са Zsolt Király | перформанс
- Нови Сад - Србија | Трибина Младих  | A sikoltozó lyuk | перформанс
- Амстердам - Холандија | Светски фестивал поезије | перформанс
- Утрехт - Холандија |  Gallery ‘T Hoogt | Светски фестивал поезије | перформанс
- Нови Сад - Србија | Трибина Младих | Приче о седмоглавој шиваћој машини | перформанс

#### 80-их, 90-их
1980.
- Париз - Француска | Центар Жорж Помпиду | Међународни фестивал звучне поезије | перформанс
- Авр - Француска | Културни центар Авр | Међународни фестивал звучне поезије | перформанс
- Рен - Француска | Културни центар Рена | Међународни фестивал звучне поезије | перформанс
- Њујорк - САД | Washington Square Church, The New Wilderness Foundation | Међународни фестивал звучне поезије | перформанс
- Балтимор - САД | School 33 Art Center, The Merzaum Collective's Desire Productions Present| Међународни фестивал уметности која нестаје | перформанс
- Ђула – Мађарска | Дворац театар, Витешка сала |  Lovagterem: "Alice"  | перформанс
- Београд - Србија | Салон Музеја Савремене Уметности  | Орман који убризгава | перформанс

1982.
- Будимпешта – Мађарска | Stúdió ‘K’ Jókai Művelődési Központ: "Ауторско вече Каталин Ладик, песникиње и извођачице из Новог Сада" | перформанс
- Нови Сад - Србија | Културни центар Петефи Шандор | Вечери колоније – ауторско вече Каталин Ладик | Са Отом Толнаијем и Жолтом Киралијем | перформанс
- Будимпешта – Мађарска | Клуб младих уметника | Ауторско вече Каталин Ладик | са Миклошом Ерделијем, Ласлом Бекеом и Жолтом Кираљијем | перформанс
- Будимпешта – Мађарска | Stúdió ‘K’ Jókai Művelődési Központ | Ауторско и говорничко вече Каталин Ладик | са Миклошом Ерделијем, Ласлом Бекеом и Жолтом Кираљијем | перформанс
- Београд - Србија | Музеј савремене уметности | Звучна поезија | Са Јудитом Шалго | перформанс
- Осијек  – Хрватска | Студентски центар Младих | Осјечко љето  | Чудак је ко чекиће сања  | перформанс
- Београд - Србија | Дом Омладине | Икар у метроу  | Са Јудитом Шалго и Селимиром Радуловићем | перформанс
- Београд - Србија | Дом Омладине | Београдско лето | Ufo Party | перформанс
- Кањижа – Србија | Књижевна колонија | Конкретна и визуелна поезија | Са Бобом Кобингом и Вујицом Р. Туцићем | перформанс
- Нови Сад - Србија | Истарски кеј 37. сп. 8. Св. Раде Шевић | Sound Poetry Performance | Са Бобом Кобингом и Вујицом Р. Туцићем | перформанс
- Нови Сад - Србија | Галерија Трибина младих | Phonopoemim | Отварање изложбе за Славицу Гркавац: таписерије „Јокастин комплекс“ | перформанс
- Париз - Француска | Унеско | Guerre a la guerre | перформанс
- Милано - Италија | Унеско | Guerra alla guerra | перформанс
- Париз - Француска | Унеско | Центар Жорж Помпиду | Polyphonix 5 | перформанс

1983.
- Беч - Аустрија | Бечке свечаности | Mandora 1. | перформанс
- Загреб - Хрватска | Галерија савремене уметности | Нова уметност у Србији 1970-1980
- Београд - Србија | Дом Омладине | Олуја – по мотивима Шекспира | Отварање изложбе Славице Гркавац - таписерије „Јокастин комплекс“  | перформанс
- Београд - Србија | Дом Омладине | Magic Bread | са Паулом Пињоном | перформанс

1984.
- Глазгов - Уједињено Краљевство | Third Eye Centre | Poetsound 1984 | Mandora 1. | перформанс
- Милано - Италија | Културно удружење | Milanopoesia | перформанс
- Сегедин – Мађарска | Универзитет у Сегедину | Mandora 1. | перформанс
- Цоголин - Француска | Међународни фестивал савремене поезије | Mandora 1. | перформанс
- Београд - Србија | Културни центар | Mandora 1. | перформанс

1985.
- Београд - Србија | Позориште Магаза | Mandora 1. | перформанс
- Будимпешта – Мађарска | Lágymányosi Művelődési Otthon| Mandora 1. | перформанс
- Будимпешта – Мађарска | Fővárosi Művelődési Ház | Alice | перформанс
- Земун – Србија | Фестивал Монодраме и Пантомиме | Mandora | перформанс
- Нови Сад - Србија | Културни центар 'Соња Маринковић' | Трибина Младих | Mandora | перформанс
- Бечеј – Србија | перформанс

1988.
- Сегедин – Мађарска | JATE Club | Polyphonix | перформанс
- Будимпешта – Мађарска | Vigadó Kamaraterem |  Hangár Est | Alice | перформанс

1989.
- Сполето - Италија | O Fortuna | перформанс
- Нове Замки  – Словачка | O Fortuna | перформанс

1990.
- Нови Сад - Србија | СПЕНС Спортски и Пословни центар Војводина | Откровење | са Золтаном Плетл| перформанс
- Вац – Мађарска | Görög Templom| Ex-panzió 2. Festival | Angyal | перформанс
- Нови Сад - Србија| Серафински плес | перформанс

1993.
- Сентандреја – Мађарска | Далматински подрум | UHF Kisújrevue | перформанс
- Сегедин – Мађарска | JATE Club | Alice | перформанс
- Вац – Мађарска | Görög Templom | Expanzió 5. Festival | перформанс

1994.
- Сегедин – Мађарска | Performancia |са Лукачем Битскејем| перформанс

1995.
- Марсеј - Француска | Међународни центар за поезију | Kassák | перформанс

1996.
- Марсеј - Француска | Galerie Meyer | L’ agneau de Dieu et le double | перформанс
- Ајачо, Корзика – Француска | L’ agneau de Dieu et le double | перформанс

#### 2000-их
2002.
- Нови Сад - Србија | Културни центар Новог Сада | ИНФАНТ Фестивал | Кавез од траве

2003.
- Нови Сад - Србија | Камерно позориште музике | Интерзоне Фестивал | Тесла – Пројекат | перформанс

2004.
- Монца – Италија | перформанс
- Салерно - Италија | перформанс
- Нови Сад - Србија) | Камерно позориште музике | Интерзоне Фестивал | Тесла - Пројекат
- Будимпешта – Мађарска | А38 Брод | Одлагање отпада | перформанс
- Будимпешта – Мађарска | Музеј Лудвига - Музеј савремене уметности | Torony-Lomtalanítás | перформанс

2005.
- Терени – Мађарска | Expanzió Festival | Angel | перформанс

2006.
- Будимпешта – Мађарска | Српско позориште у Мађарској | Тесла – аудиовизуелни ораторијум | перформанс
- Отерло - Холандија | Kröller-Müller Museum | Change Art | поступак
- Амстердам - Холандија | Тесла | перформанс
- Нови Сад - Србија | Спортски и пословни центар Војводина, СПЕНС| Удружење проналазача Војводине, ТеслаФест | Тесла | перформанс

2007.
- Нове Замки – Словачка | Уметничка галерија | Gyakorlatok üres húrokon – Kassák-kód | перформанс
- Будимпешта – Мађарска | Erlin Klub Galéria | Fűketrec | перформанс
- Будимпешта – Мађарска | Mu Színház | Az Eszmélet szövedéke | Са Петером Бајком, Санти Берн Атомом, Есзтер Берецки и Жофијом Варгом | перформанс
- Вероце – Мађарска | Ekszpanzió XX Festival | Тесла - аудио-визуелни ораторијум | перформанс
- Szigliget – Мађарска | Magyar Alkotóművészeti Közalapítvány Alkotóháza | József Attila Kör 18. irodalmi tábora | Az Eszmélet szövedéke | са Петером Бајком, Санти Берн Атом, Естер Берецки и Софиом Варга) | перформанс

2008.
- Будимпешта – Мађарска | Књижевни музеј Петефи | A Szépírók Társasága V. őszi irodalmi fesztiválja – Nők a férfi birodalomban  | Diptichon | Са Ендре Скароси | перформанс
- Београд - Србија | Галерија АРТГЕТ – Културни центар Београда | Светски дан поезије | Тесла - Homo Galacticus | перформанс
- Сиглигет – Мађарска | József Attila Kör 20. irodalmi tábora | Trip-ti-chon | са Вероником Чапари | перформанс
- Будимпешта – Мађарска | Irodalmi Centrifuga | Trip-ti-chon | Са Вероником Чапари | перформанс
- Братислава - Словачка | Ars Poetica Medzinárodny Festival Poézie|звучна поетска изведба

2009.
- Вишеград – Мађарска | Музеј краља Матиаса, кровна тераса | Ekszpanzió XXI Festival | Kerub | перформанс

2010.
- Будимпешта – Мађарска | Галерија А22 | Отварање изложбе Тибора Папа | Óraköltemény | перформанс
- Суботица – Србија | Позориште Деже Костолањи | Тесла - Homo Galacticus | перформанс
- Будимпешта – Мађарска | Миленијум театар | Фестивал књиге | Szabadkőműves szex | са др Маријасом | перформанс
- Штаглинец - Хрватска | Вода – Међународни сусрет умјетника | Велико спрењање | перформанс
- Егер – Мађарска | Мала синагога Савремена галерија | artAlom élőművészeti fesztivál | Bukott angyalok | перформанс
- пруга Сегедин–Суботица – Мађарска–Србија |  Kultúrcsempész Sínbusz Fesztivál | читање уз помоћ мегафона са Габором Вирагом, Слободаном Тишмом, Габором Ланзкором, Тамаром Шушкић, Владимиром Копицлом, Синишом Туцићем и Роландом Орчиком | перформанс

2011.
- Будимпешта – Мађарска | Kunsthalle | Műcsarnok | Preparababrakabaré | перформанс
- Марсељ - Француска |Музеј савремене уметности | Poésie Marseille 2011, 8ème Festival| Le Grand Ménage|перформанс
- Таргу Муреш – Румунија | Teatrul Naţional – Sala Mică | Testet öltött szavak rendezvény | Alice | перформанс
- Будимпешта – Мађарска | Mu Színház| Непозната истраживачка импровизована радионица | Гласовни покрет | са Кат Домби | перформансе

2012.
- Будимпешта – Мађарска | Удружење мађарских писаца | XXIV. Ekszpanzió Festival, "Idézet" Szimpozion és Kiállítás | Ásó, kapa, nagyharang | перформанс
- Комаром – Мађарска | Тврђава Моноштори, Музеј филма | Mediawave 2012 Festival | Nagytakarítás | перформансе
- Лођ - Пољска | MS2 – Muzeum Sztuki w Łodzi  | Alicja w krainie kodów  | перформанс
- Будимпешта – Мађарска | В8th district, Pál street 6. | Gödör bújócska – irodalom, zene, film, tánc, színház, beszélgetés | звучно поетско извођење
- Отава - Канада | Уметничка галерија Градске куће | Радионица АБ серије | Nagytakarítás | перформанс
- Отава - Канада | Arts Court Theatre| Радионица АБ серије | Alice Kódországban | перформанс

2013.
- Будимпешта – Мађарска | Óbudai Társaskör, Kassák Museum, Kassák Year| Alice Kódországban | перформанс [12]
- Хвар - Хрватска | 17. међународни фестивал радио драма и документарних радио драма PRIX MARULIĆ | Тесла - Homo Galacticus |перформанс
- Секешфехервар – Мађарска | Vörösmarty Theatre Studio| Савремени фестивал | Alice Kódországban | перформанс [13]

## Концерти, музичке представе (избор)
- Опатија, 1969: Југословенска музичка трибина (Ерно Кирали: Рефлексија)
- Опатија (Хрватска), 1970: Југословенска музичка трибина (Ерно Кирали: Рефлексија; Бранимир Сакач: Bellatrix – Alleluja)
- Нови Сад (Србија), 1970: Музика и Лабораторија (са Ерно Киралијем)
- Осијек (Хрватска), 1970: Анале камерне опере и балета (преглед осјечке опере и балета)
- Загреб (Хрватска), 1971: Музичко бијенале - Међународни фестивал савремене музике (МБЗ Радионица са Ерно Киралијем и другима; Камерна музика - Бранимир Сакач: Bellatrix – Alleluja)
- Дубровник (Хрватска), 1971: Дубровачке љетне игре (Ансамбл ACEZANTEZ)
- Раденци (Словенија), 1971: Фестивал савремене камерне музке
- Минхен (Немачка), 1972.: (Културни програм Летњих олимпијских игара 1972. ) (Ансамбл ACEZANTEZ)
- Раденци (Словенија), 1972: Фестивал савремене камерне музике (Ансамбл ACEZANTEZ)
- Осијек (Хрватска), 1972: Анале камерне опере и балета (рецензија Осјечке опере и балета) (Ансамбл ACEZANTEZ)
- Нови Сад (Србија), 1972, Раднички универзитет 'Радивој Ћирпанов' (Ансамбл ACEZANTEZ)
- Београд (Србија), 1972, Студентски културни центар – Фестивал проширених медија (Ансамбл ACEZANTEZ)
- Београд (Србија), 1979, Дом синдиката - БЕМУС Београдски музички фестивал: „Ораторијум Профано“ (композитор: Душан Радић, диригент: Оскар Данон)
- Опатија (Хрватска), 1980: Југословенска музичка трибина
- Будимпешта (Мађарска), Spiritus Noister Csoport, 1996, 2002, 2004, 2007, 2008, 2009, 2010, 2011, 2012.
- Будимпешта (Мађарска), Италијански културни институт, Авангардне уметности у свету: шта им се догодило? Међународна конференција: „Futurdadama“, Spiritus Noister, 2001.
- Беч (Аустрија), Spiritus Noister Csoport, 2004.
- Сентандреја (Мађарска), Spiritus Noister Csoport, 2009.
- Сзексзард (Мађарска), Spiritus Noister Csoport, 2012.

## Позоришни рад
- Жан Пол Сартр: Az altonai foglyok (Затвореници Алтоне), р. Иштван Лањи, Омладинска трибина, Нови Сад, 1963.
- Имре Саркади: Elveszett Paradicsom (Изгубљени рај), р. Тибор Гелер, Културно друштво Петефи Шандор, Нови Сад, 1963.
- Молијер: A képzelt beteg (Замишљени пацијент) (Белине), р. Љубица Раваси, Српско народно позориште, Нови Сад, 1966, (испитна представа)
- Шандор Гелмино: Özvegy (Удовица), р. Тибор Вајда, Ехо (сцена Радио Нови Сад и Трибина младих), 1969.
- Ференц Тот (текстописац) – Ерно Кираљ (композитор): Jób (Књига о Јову) (Рецитатив), р. Јр. Иштван Сабо, Народно позориште у Суботици, Суботица, 1972.
- Иштван Оркени: Macskajáték (Игра мачака) (Илус), р. Тибор Вајда, Новосадско позориште, 1974.
- Питер Вајс: Mockinpott úr kínjai és meggyógyíttatása (Муке и исцељење господина Мокинпота) (Први анђео/Прва медицинска сестра), р. Радослав Дорић; Роберт Бамбах, Новосадско позориште, 1974.
- Одон фон Хорват: Mesél a bécsi erdő (Бечка шума прича причу) (Ема), р. Роберт Бамбах, Новосадско позориште, 1975.
- Гергели Чики: Mukányi  (Ела), р. Михали Вираг, Новосадско позориште, 1976.
- Валентин Катејев: A kör négyszögesítése (Квадратура круга) (Тања), р. Тибор Вајда, Новосадско позориште, 1977.
- Молијер: Дон Жуан (Мари), р. Душан Сабо, Новосадско позориште, 1978.
- Антон Павлович Чехов: Три сестре (Маса), р. Ђерђ Хараг, Новосадско позориште, 1978.
- Одон фон Хорват: Mesél a bécsi erdő (Бечка шума прича причу) (Ема), р. Петер Телихаи, Новосадско позориште, 1978.
- Антон Павлович Чехов: Вишњик (Шарлота Ивановна), р. Ђерђ Хараг, Новосадско позориште, 1979.
- Ото Толнаи: Végeladás (Чомореова жена), р. Михаљ Вираг, Новосадско позориште, 1979.
- Ђула Хернади: V.N.H.M. – Szörnyek évadja (В.Н.Х.М. - Сезона чудовишта), р. Миклош Јанчо, Летње позориште у Ђули, Позориште замак, Ђула, 1980.
- Едвард Алби: Mindent a kertbe (Све у башти) (Синтија), р. Тибор Вајда, Новосадско позориште, 1980.
- Анђело Беолко (Il Ruzzante): A csapodár madárka, р. Радослав Дорић, Новосадско позориште, 1981.
- Ото Толнаи: Бајер аспирин (глумица), р. Миклош Јанчо, Новосадско позориште, 1981.
- Ференц Деак: Нирвана (Чонтос Вали), р. Јр. Иштван Сабо, Новосадско позориште, 1981.
- Бертолт Брехт: Бал (Емилија), р. Милан Белегишанин, Новосадско позориште, 1983.
- Деже Костолањи: Édes Anna (Слатка Ана) (Друмане), р. Ђерђ Хараг, Новосадско позориште, 1983.
- Александар Веденски: Јелка код Иванових (Иванов Божић) (мајка Пузирјова), р. Харис Пашовић, Академско позориште „Промена“, 1983.
- Михаљ Мајтењи: Harmadik ablak (Трећи прозор) (Лодин), р. Hernyák György, Новосадско позориште, 1984.
- Алфред Јари: Übü király (Краљ Иби) (Мама Иби), р. Тибор Чизмадија, Новосадско позориште, 1984.
- Ђула Гоби Фехер: A Duna menti Hollywood – multimédiás előadás Bosnyák Ernő életéről (Холивуд на Дунаву – мултимедијални перформанс о животу Ерна Босњака) (Баронов љубавник), р. Карољ Вицек, Новосадско позориште, 1985.
- Иво Брешан: Анера (Анера), р. Димитар Станкоски, Новосадско позориште, 1985.
- Питер Шафер: Equus (Еквус) (Хестер Соломон), р. Тибор Вајда, Новосадско позориште, 1985.
- Хауард Баркер: A Kastély (Замак) (Скинер), р. Давид Готард, Народно позориште Суботица, 1986.
- Фридрих Диренмат: Az öreg hölgy látogatása (Посета старе даме) (Прва дама), р. Радослав Дорић, Новосадско позориште, 1986.
- Иштван Оркени: Forgatókönyv (Сценариј) (Литкене), р. Љубиша Георгиевски, Новосадско позориште, 1986.
- Едвард Алби: Kényes egyensúly (Деликатна равнотежа) (Јулиа), р. Михаљи Вираг, Новосадско позориште, 1987.
- Јордан Плевнес: R (Катерина), р. Љубиша Георгиевски, Новосадско позориште, 1987.
- Истван Оркени: Tóték (Тотек) (Тотне), р. Габор Секељ, Новосадско позориште, 1987.
- Семјуел Бекет: Ó, azok a szép napok! (Ох, ти добри дани!) (Вини), р. Радослав Лазић, Новосадско позориште, 1988.
- Јохан Волфганг фон Гете: Clavigo (Клавиго) (Софе), р. Владимир Милчин, Новосадско позориште, 1988.
- Хенрик Ибзен: A hazaáruló (Издајник) (господин Штокман), р. Желимир Орешковић, Новосадско позориште, 1989.
- Ференц Молнар: Liliom (Лилиом) (Мускатне), р. Ласло Бабарчи, Новосадско позориште, 1990.
- Еде Тот: A falu rossza, avagy a negyedik ablak (Зло села, или четврти прозор) (госпођа Таризниас), р. Hernyák György, Новосадско позориште, 1990.
- Ото Толнаи: Paripacitrom (Кристина), р. Петер Томори, Новосадско позориште, 1991.
- Марсел Ашард: A bolond lány (представник), р. Тибор Вајда, Новосадско позориште, 1991.
- Бертолт Брехт: Kurázsi mama és a gyermekei (Мама Курази и њена деца) (Мама Карузи), р. Лајош Шолтис, Новосадско позориште, 1991.
- Жан Ануј: Női zenekar (Женски оркестар) (виолончело), р. Воја Солдатовић, Новосадско позориште, 1992.
- Tersánszky Józsi Jenő: Kakuk Marci (Достојанство), р. Лајош Шолтис, Новосадско позориште, 1992.
- Петер Надаш (текстописац) – Vidovszky László  (композитор): Találkozás (Сусрет) (Мариа), р. Éry-Kovács András, Shure Studio, Будимпештански камерни театар, 1997.
- Борис Вијан: Venyigeszú és a Plankton (под-главни инжењер Леон-Чарлс), режисер. Роберт Чонтош, Позориште Колибри, Будимпешта, 1997.
- Шон О'Кејси: Esti mese (Вечерња прича) (Газда), р. Пал Канда, трупа Független Színpad III, Kolibri Pince, Будимпешта, 1998.
- Ласло Најмањи: Adieu Monsieur Bloom – Cabaret Noire  (Нора Барнакл), р. Ласло Најмањи, Les Fleurs du Mal, „Живо позориште човека који мисли“, Mu Theater, 2003.
- Ласло Најмањи: A száműzött Joyce „Изгнана Џојс” (Нора Барнакл), р. Ласзло Најмании, Фестивал Блоомсдаи, Сзомбатхели, 2003.
- Радослав Златан Дорић: Ne adj isten, szerbek egyesülnek (Не дај Боже, да се Срби сложе) (Руска), р. Радослав Златан Дорић, Српско позориште у Мађарској, Будимпешта, 2004.
- Ласло Најмањи: Nova Necropola. Cabaret Noire (Нова некропола. Кабаре ноар) (Нора Барнацле), р. Ласло Најмањи, Mu Theater, Будимпешта, 2004.
- Ласло Најмањи: "Az igazi Blum" (Нора Барнакл), р. Ласзло Најмањи, ReJoyce fesztivál, Сомбатхељ, 2004.
- Ђерђ Барати: Оригами (Жена 1), р. Ђерђ Барати, Artéria Színházi Társaság, RS9 Stúdiószínház, Будимпешта, 2005.

## Филмови

### Играни филмови
- Едуард и Кунигунда (телевизијска адаптација музичког комада Рената де Грандиса), р. Петар Теслић (1972, српски, Београд ТВ 2) (Кунигунда)
- Dübörgő csend, р. Миклош Сиј (1977, мађарски) (Ета)
- Szetna, a varázsló, р. Андраш Рајнаи (1980, мађарски) ( богиња Изида)
- Gulliver az óriások országában, р. Андраш Рајнаи (1980, мађарски) (господарица двора)
- Aelita, р. Андраш Рајнаи (1980, мађарски) (Иха) [14]
- Atlantisz, р. Андраш Рајнаи (1980, мађарски) (Госпа од Атлантиде)
- Чехов: Вишњик (телевизијска верзија позоришног снимка), р. Гиорги Хараг (1982, мађарски, телевизија Нови Сад) (СШарлота Ивановна)
- Чехов: Три сестре (телевизијска верзија позоришног снимка), р. Гиорги Хараг (1982, мађарски, телевизија Нови Сад) (Маса)
- A világkagyló mítosza, р. Андраш Рајнаи (1982, мађарски)
- Bábel tornya, р. Андраш Рајнаи (1982, мађарски) (свештеница Лагалша)
- Héroszok pokoljárása, р. Андраш Рајнаи (1982, мађарски) (Ана)
- Fajkutyák ideje, р. Карољ Вицек (1984, Војвођански филм)
- Ујед анђела, р. Лордан Зафрановић (1984, хрватски) (Жена)
- Бацач ножа (Késdobáló), р. Карољ Вицек (1984, Југословенски – Мађарски)
- Екран снежи, р. Миљенко Дерета (1985, српски)
- Наполеон, р. Андраш Шољом (1989, мађарски) (Летиција)
- Граница, р. Зоран Маширевић (1990, југословенски – српско – мађарски)
- Секс-партијски невијат бр. 1, р. Душан Сабо (1990, босански) (Жужа)
- A nagy fejedelem, р. Марија Шош (1997, мађарски) (Супруга научника)
- Aszivárvány harcosa, р. Петер Хавас (2001, мађарски) (тетка Шофија – глас)
- Kolorádó Kid, р. Андрас Вагволгии Б. (2010, мађарски)
- Berberian Sound Studio, р. Питер Стрикланд (2012, енглески) (Ускрснута вештица)

### Кратки филмови
- Castrati – Heréltek, р. Домокос Молдован (1972, мађарски, Balázs Béla Stúdió, Будимпешта)
- O-Pus, р. Атила Черник (1973) (са звучним пројектом Каталин Ладик)
- Csendélet hallal és más tragikus momentumokkal (Мртва природа са рибом и други трагични тренуци), р. Наталиа Јаноши (2005, мађарски) (Агата)
- Деда Ковач – Kovač Apó, р. Милица Ђјенић (2011, српски, Београд-Лајпциг експрес) (Рози)

### Позајмљен глас
- Ahol kialszik a világ (направљено од дела Pilinszky János: Kalandozás a tükörben c. művéből)“, р. Карољ Кишмањоки (1989, мађарски, Pannónia Filmstúdió Будимпешта)
- A párduc, (анимирани кратки филм по Рилкеовој песми), р. Андраш Фиат (1998, мађарски)
- Médea, (студија о анимираном филму), р. Жофија Петерфи (2007)
- Örökre való, (кратки анимирани филм), р. Каталин Ридл (2008-2010)

### Документарни филм
- Тanuljunk magyarul (Учимо мађарски), р. Карољ Вицек (1979, српско-мађарски, телевизија Нови Сад) (телевизијска серија за учење језика)
- Каталин Ладик – Богданка Познановић (1980, српско-мађарски, Академија уметности Нови Сад) (портрет филм)
- Monodráma születik (Монодрама се рађа), р. Ђула Радо (1981, мађарски, ТВ Сегедин) (портретни филм)
- Ez már nem én vagyok '('Нисам више ја), р. Ђула Радо (1982, мађарски, ТВ Сегедин) (портретни филм)
- Крлежа у у визуелном медију 5.: ТВ-успоредбе Адам и Ева, р. Марио Фанели (1984, хрватска документарна серија, Загреб ТВ) (сарадник – Ева)
- Bukott angyal (Пали анђео), р. Јено Хартианди (1992, мађарско-српски) (снимак извођења)
- Valahol Közép-Európában (Негде у средњој Европи), р. Grencsó István, Јено Хартианди (1993, мађарско-српски) (документарни филм)
- Амарисима: Каталин Ладик и уметност Новог Сада седамдесетих, р. Милица Мрђа-Кузманов, (1999, српски), (документарни филм о уметности Каталин Ладик)
- Százféle szerelem, (портретни филм о Еви Сари), (2002, мађарски) (Песме Еве Сари чита Каталин Ладик)
- A sikoly ars poétikája – Ladik Katalin portréfilm, р. Корнел Силађи (2012, мађарски)

### Као писац
- Sámán, р. Пал Золнаи (1977, мађарски, написао Пал Золнаи користећи песме Атиле Јозсефа, Ласзла Нагиа, Шандора Веореса и Каталин Ладик)
- A szem mögött, р. Себо Ковач (1999, мађарски, Каталин Ладик: Песма о заљубљеној пијавици)

## Звучне игре

### Писац и говорник
- Furcsa, aki darazsakról álmodik, (1982, Magyar Rádió Budapest, Алек Аванесиан, Јожеф Имре Катона и Каталин Ладик)
- Furcsa, aki darazsakról álmodik, (1985, Радио Нови Сад, Тибор Вајда и Каталин Ладик)
- Bukott angyalok (Пали анђели), (1992, Радио Нови Сад, Тибор Вајда)
- Fűketrec Травнати кавез, (2002, Радио Нови Сад, Тибор Вајда и Каталин Ладик)
- Тесла пројекат, (2003, Радио Нови Сад, Тибор Вајда)
- Élhetek az arcodon? (Могу ли да живим на твом лицу?), (она сама), Magyar Rádió, драматург: Cseicsner Otília, режија: Szilágyi Kornél (2012)

### Улоге у гласовним играма
- Бертолт Брехт: „Приватни живот аријевске касте“ (под другим насловом: „Терор и застрашивање у Трећем рајху“) (у улози Жене), р. Тибор Гелер, Радио Нови Сад, 1963.
- Миодраг Ђурђевић: „A csavargó meg ők ketten“ (у улози Девојке), р. Иштван Варга, Радио Нови Сад, 1963.
- Миклош Ђарфаш: „Kisasszonyok a magasban – Férfiaknak tilos“ (Јулија, која је једва у улози младе даме), р. Тибор Гелер, Радио Нови Сад, 1964.
- Ласло Копецки: „Harangszó előtt“ (у улози Флоре), р. Иштван Варга, Радио Нови Сад, 1964.
- Леон Кручковски: „A kormányzó halála“ (у улози Силвије), (адаптирао Иван Хоровиц), р. Иштван Варга, Радио Нови Сад, 1964.
- Михаил Тонецки: „Találka a „Mese” kávéházban“ (у улози конобарице), р. Тибор Гелер, Радио Нови Сад, 1964.
- Јанош Херцег: „Mindenkinek van egy álma“ (сарадник), р. Тибор Гелер, Радио Нови Сад, 1965.
- Александар Обреновић: „A tegnapi nap“ (сарадник), ред. Иштван Варга, Радио Нови Сад, 1966.
- Ерскин Колдвел: „Asszonyi sorsok”  (у улози Вики), (адаптација Јасмине Егрић), р. Тибор Гелер, Радио Нови Сад, 1966
- Мирослав Митровић: Még szemerkél az eső (спикер), ред. Тибор Гелер, Радио Нови Сад, 1966.
- Момо Капор: "III. Olivér teremőre" (сарадник), р. Тибор Гелер, Радио Нови Сад, 1966.
- Душан Раксандић: „Muratról, Pepekről, Angyeláról és rólam” (у улози професорове жене), р. Тибор Гелер, Радио Нови Сад, 1967.
- Гинтер Ајх: „Carmilla meg én“ (сарадник), р. Szilágyi László, Радио Нови Сад, 1967.
- Маргерит Дирас: „Andesmas úr délutánja“ (у улози Валерије), (прерадио Милан Тополавчки) р. Szilágyi László, Радио Нови Сад, 1967.
- Милослав Штехлик: „Bizalomvonal” (у улози госпођице телефона), редитељ Иштван Варга, Радио Нови Сад, 1967.
- Сеад Фетахагић: "Körbe, körbe, karikába" (у улози Мире), р. Иштван Варга, Радио Нови Сад, 1967.
- Алесандро де Стефани: „Csónak jön a tavon“ (у улози Ане Марабини), (прерадио Иван Хоровиц) р. Szilágyi László, Радио Нови Сад, 1968.
- Михал Тонецки: „Az ötödik” (у улози Девојке), р. Гусзтав Барлаи, Радио Нови Сад, 1968.
- Sulhóf József(текстописац), компонује. Király Ernő: „Tavaszi bokréta dalest“ (водитељ Каталин Ладик), Радио Нови Сад, 1968.
- Магда Сабо: "A rab" (у улози Жузане Казинчи), режија. Marton Frigyes, Радио Нови Сад, 1968
- Алдо Николаи: "Éljen az ifjú pár!" (у улози Жене), р. Тибор Вајда, Радио Нови Сад, 1969.
- Ференц Деак: "Apoteózis" (рецитатив) (сарадник), р. Тибор Вајда, Радио Нови Сад, 1969.
- Борис Палотаи: „Öröklakás” (у улози Кларе), р. Szilágyi László, Радио Нови Сад, 1969.
- Пал Сафер: "Тишина" (Лидиа), р. Тибор Вајда, Радио Нови Сад, 1970
- Ендре Фејес: „Vigyori” (у улози Девојке), р. Иштван Варга, Радио Нови Сад, 1970
- Ежен Јонеско: "Ћелава певачица", р. Szilágyi László, Радио Нови Сад, 1970.
- Михаљ Мајтењи: „A száműzött“ (у улози Сибиле), р. Иштван Варга, Радио Нови Сад, 1971
- Вече уметника Ендреа Гериха: „Azért is maradok...!“, (сарадник) р. Szilágyi László, Радио Нови Сад, 1971.
- Силвија Андреску - Теодор Манеску: "Ismeretlen kedvesem" (у улози Девојке), р. Тибор Вајда, Радио Нови Сад, 1971.
- Александар Солжењицин: „Gyertyaláng a szélben“ (у улози Ани), р. Арпад Бенедек, Радио Нови Сад, 1972.
- És mi lesz tavasszal („А шта ће бити на пролеће“) (кабаре) (сарадник), р. Marton Frigyes, Радио Нови Сад, 1972.
- Мирјана Буљан: „Јаснин дневник” (у улози Јасне), р. Szilágyi László, Радио Нови Сад, 1973.
- Светислав Рушкуц: „Врата са седамдесет осам брзина“ (у улози Девојке), р. Иштван Варга, Радио Нови Сад, 1973.
- Душан Иљић: „Путовање у земљу“ (као Вилин коњиц (девојчица)), р. Dr. Cserés Miklós, Радио Нови Сад, 1976.
- "Társult humor éve" („Година удруженог хумора“) (извођач), р. Роберт Бамбах, Радио Нови Сад, 1976.
- "Vidám est" ("Призивамо духа!") (сарадник), р. Turián György, Радио Нови Сад, 1977.
- „Vidám est“ (сарадник), р. Sántha Sándor, Радио Нови Сад, 1977.
- Bosnyák István: „Szemben a bíróval“ (аудио-драмска серија) (у улози Рут), р. Иштван Варга, Радио Нови Сад, 1978.
- Хенрик Бардијевски: „Kis komédia“ (у улози даме 1), р. Иштван Вајда, Радио Нови Сад, 1978
- Ласло Немеш: „Szerencseszerződés“ (адаптација Јаноша Борбеља) (серија звучних игара), р. Слободан Мајак, Радио Нови Сад, 1985.
- Ото Толнаи: „Бајер аспирин“ (глумица), р. Lehoczky Orsolya, Мађарски радио, 1997.
- Ирис Дисе: „Álmodott idő – 1956“, (Марика, ауторов алтер его), редитељ. Iris Disse, Kossuth Rádió, 2007.

## Радови у сталним збиркама
- Барселона (Шпанија): (MACBA) Музеј савремене уметности Барселоне - (18 колажа: визуелне песме и партитуре, 1971-1978)
- Будимпешта (Мађарска): Књижевни музеј Петефи (9 визуелних песама - куцани текст на папиру, фотографија, колажи на картону и колажи из нотних записа, 1976-1977; За кога звоно звони - у знак сећања на Лајоша Касака, колаж, 1987)
- Београд (Србија): Музеј савремене уметности Београд - (Фотографије мојих песама, 1978)
- Њујорк (САД): МоМа, Музеј модерне уметности - (Пројекат Нови Сад / Документација пројекта Нови Сад, посебно издање Вау, Загреб, 1975)
- Будимпешта (Мађарска): Музеј Лудвига (фотографије, Низ слика мојих песама)
- Беч (Аустрија): Контакт колекција – Уметничка колекција Ерсте групе - (5 комада из серије „Ausgewählte Volkslieder” (1973-1975); 5 додатних визуелних песама и нотних записа; 12 марака уметника 48 сачуваних фотографија – документација о извођењу, 1975. године;
- Хрватска - Приватна збирка Маринка Судца (фотодокументација, грамофонска плоча, 1968-1989)
- Мајами (САД): Сакнер архив визуелне и конкретне поезије (4 разгледнице – маил-арт – и документација, 1977-1981)
- Београд (Србија): збирка Трајковић (Blackshave – загребачка представа, фото документ, 1978)
- Чикаго (САД): Институт за уметност у Чикагу - Збирка књига уметника Џоан Флеш (Поетички објекти урбаног окружења, 1976)

## Изложбе
1973.
- Београд (Србија), Галерија Студентског културног центра

1974.
- Печуј (Мађарска), Технолошки универзитет, (Bosch+Bosch група)

1975. године
- Загреб (Хрватска), Галерија Студентског центра: Експерименти у модерној југословенској умјетности
- Београд (Србија), Студентски културни центар: Фестивал проширених медија
- Беч (Аустрија), Академија лепих уметности: Аспекти – савремена југословенска уметност (Bosch+Bosch група)
- Утрехт (Холандија), Galerie ‘T Hoogt: Међународна визуелна поезија
- Амстердам (Холандија), Музеј Ван Гога : Vizuele poëzie (Визуелне песме)

1976.
- Нови Сад (Србија), Дом омладине - Уметничка галерија / Ликовни салон Трибине Младих
- Брисел ( Белгија ), Краљевска академија уметности: Међународна визуелна поезија
- Загреб (Хрватска), Галерија сувремене умјетности, (Bosch+Bosch група)
- Милдура ( Аустралија ), The Mildura Arts Centre: Mask Show
- Варшава (Пољска), Савремена галерија: Модерна југословенска уметност
- Београд (Србија), Салон Музеја Савремене Уметности, (Bosch+Bosch група)
- Загреб (Хрватска), Центар за фотографију, филм и телевизију: (визуелне пјесме, колажи)

1977.
- Зрењанин (Србија), Културни центар: (визуелне песме, колажи)
- Загреб (Хрватска), Културно-информативни центар: (визуелне пјесме, колажи)
- Амстердам (Холандија), Stedelijk Múzeum: Tekst in Geluid (визуелне песме, колажи)
- Ротердам (Холандија), Академија уметностин: (визуелне песме, колажи)
- Крањ (Словенија), Galerija v Prešernovi hiši: westeast (западњак) (визуелне песме, колажи)

1978.
- Касел (Немачка), Магистратска канцеларија региона Касел: „Предмет – уметност – вештачко“
- Напуљ (Италија), Експериментални центар, Напуљ
- Шкофја Лока (Словенија): westeast (западњак)
- Венеција (Италија), Венецијанско бијенале 1978), Материјализација језика: (визуелне песме, колажи)
- Загреб (Хрватска): Галерија Сувремене Умјетности: Нова умјетничка пракса 1966-1978
- Фиренца (Италија),  Palazzo Strozzi : 6. међународно бијенале визуелних уметности
- Амстердам (Холандија), Rubberplatz: Rubber (Гума)
- Вирцбург (Немачка), Handpresse Galerie: Kunstrand-Randkunst
- Мантова (Италија), Casa del Mantegna: Mantua Mail
- Крањ (Словенија): "западоисток"
- Љубљана (Словенија): westeast (западњак)
- Загреб (Хрватска): westeast (западњак)
- Београд (Србија): westeast (западњак)

1979.
- Штутгарт (Немачка): Изложба поште
- Сиднеј (Аустралија), Зграда Вентворт, Универзитет у Сиднеју: Отапање уметничког језгра
- Будимпешта (Мађарска), Клуб младих уметника: (визуелне песме, колажи)
- Алесандрија (Италија), Галерија модерне уметности : Trans-P-Art
- Монтреал ( Канада ): Изложба поште
- Рецифе ( Бразил ): Unicap-Mail-Art Exhibition
- Крањ (Словенија): westeast (западњак)
- Љубљана (Словенија): westeast (западњак)
- Загреб (Хрватска): westeast (западњак)
- Београд (Србија): westeast (западњак)

1980.
- Париз (Француска), Центар Жорж Помпиду: Међународни фестивал звучне поезије
- Рен (Француска), Културни центар : Међународни фестивал звучне поезије
- Авр (Француска), Културни центар : Међународни фестивал звучне поезије
- Утрехт (Холандија), ‘T Hoogt Galerie: Magyar Műhely – D’Atelier  (визуелне песме, колажи)
- Крањ (Словенија): westeast (западњак), (визуелне песме, колажи)
- Љубљана (Словенија): westeast (западњак), (визуелне песме, колажи)
- Загреб (Хрватска): westeast (западњак), (визуелне песме, колажи)
- Београд (Србија): westeast (западњак), (визуелне песме, колажи)
- Нови Сад (Србија), Галерија Трибине Младих: Јубиларна изложба способних младих (визуелне песме, колажи)

1982.
- Београд (Србија), Музеј савремене уметности : Југословенска вербо-воко-визуелна уметност 1950-1980 (визуелне песме, колажи)
- Новоли (Италија), Laboratorio de Poesia: Figura partitura (визуелне песме, колажи)
- Рим (Италија): Mostra internationale di arte postale Montecelio (визуелне песме, колажи)

1983.
- Београд (Србија), Музеј савремене уметности: "Нова српска уметност 1970-1980" (визуелне песме, колажи)
- Загреб (Хрватска), Галерија савремене уметности: "Нова српска уметност 1970-1980" (визуелне песме, колажи)
- Приштина ( Косово ), Уметничка галерија: "Нова српска уметност 1970-1980" (визуелне песме, колажи)
- Рим (Италија), Lavatoio Contumaciale: Figura partitura (визуелне песме, колажи)
- Бреша (Италија), Centro Socio-Culturale di Mompiano: Figura partitura (визуелне песме, колажи)
- (Мексико): Југословенски авангардни уметнички покрети
- Београд (Србија): westeast (западњак), (визуелне песме, колажи)

1984.
- Београд (Србија), Галерија Дома омладине: „Воковизуелно“ (визуелне песме, колажи)
- Суботица (Србија): Југославија: Ликовни сусрети, Ликовно нствалаштво 1944-1984 (визуелне песме, колажи)

1985.
- Љубљана (Словенија), Модерна галерија: Међународна ликовна збирка Јуниј (визуелне песме, колажи)

1987.
- Ксалапа, Веракруз (Мексико), Galeria Ramón Alva de la Canal: Друго мексичко међународно бијенале визуелне и алтернативне поезије

2005.
- Штутгарт (Немачка), Württembergi Művészeti Szövetség: On Difference 1 – Local Contexts – Hybrid Spaces (Кустоси: Iris Dressler и Hans D. Christ)

2006.
- Отерло (Холандија), Kröller Müller Múzeum: Жива уметност на ивици Европе (Bosch+Bosch група) (Кустос: Натали Зоненберг)
- Нови Сад (Србија), Музеј савремене уметности Војводине: „Ремек дела сверемене српске уметности од 1968. године (Кустос: Славко Тимотијевић)

2007.
- Београд (Србија), Музеј савремене уметности: „Контакт Београд” – Радови из збирке Ерсте Банк Гроуп: Визуелне песме – нотни записи (визуелне песме, колажи) (Кустоси: Валтер Сеидл, Јири Шевчик, Бранка Стипанчић)
- Сентандреја (Мађарска), Галерија Сентандреја : Мала мађарска прича о перформансу (фото-документација представа + на ЦД-у: "Phonopoetica") (Кустос: Иштван Антал)

2008.
- Дунаујварош (Мађарска), Институт за савремену уметност : Радови из колекције Ерсте Банк Гроуп: „Визуелне песме – нотни записи“ (визуелне песме, колажи) (Кустоси: Дора Хеђи, Франциска Зољом)
- Карлсруе (Немачка), Badischer Kunstverein: Зашто је овде увек негде другде (Кустоси: Аленка Грегорич, Антониа Мајаца, Вит Хавранек, Прелом Колектив)
- Минеаполис (САД), Midway Contemporary Art: Мапирање друштвене и историје уметности Новог Сада (Кустоси: Зоран Пантелић и Кристијан Лучић)

2009.
- Барселона (Шпанија), MACBA Museu d’Art Contemporani de Barcelona: Време као материја, Визуелне песме – нотни записи (визуелне песме, колажи) (Кустос: Bartomeu Marí)
- Беч (Аустрија), MUMOK Museum Moderner Kunst – Фондација Лудвиг: Gender Check – Rollenbilder in der Kunst Osteuropas (Маскулинитет у уметности источне Европе) (фотографија: „A sikoltozó lyuk“, 1979) (Кустос: Бојана Пејић)

2010.
- Варшава (Пољска), Zachęta Narodowa Galeria Sztuki: Płeć? Sprawdzam! Kobiecość i męskość w sztuce Europy Wschodniej (Провера пола – Женственост и маскулинитет у уметности источне Европе)“ (фото: „A sikoltozó lyuk“, 1979) (Кустос: Бојана Пејић)
- Нови Сад (Србија), Музеј Савремене уметности Војводине : Ретроспективна изложба 1962–2010. Моћ Жене: Каталин Ладик (Кустос: Драгомир Угрен)

2011.
- Секешфехервар (Мађарска),  Volksbank Galéria: Ретроспективна изложба Каталин Ладик 1962–2010: Корен и крило
- Загреб (Хрватска), Умјетничка галерија Глиптотека: Бранимир Донат и визуална поезија (у организацији збирке Маринко Судац)
- Ријека (Хрватска), Брод Галеб: Подручје застоја: Актистичка умјетност из Колекције Маринко Судац (организатор Збирке Маринко Судац)
- Ванкувер (Канада), Audain Gallery, SFU Woodward’s: Kontakt: Conceptual Art From Ex-Yugoslavia (визуелне песме, колажи) (Кустоси: Walter Seidl и Sabine Bitter)
- Виторија-Гастеиз (Шпанија), Centro Cultural Montehermoso: Re.Act.Feminism – A Performing Archive (Кустоси: Bettina Knaup и Beatrice Ellen Stammer)
- Београд (Србија), Институт за културу „Пароброд”: Колекција Трајковић: Концептуална уметнст у региону (Фонд Колекција Трајковић у организацији)

2012.
- Гдањск (Пољска), Instytut Sztuki Wyspa: Re.Act.Feminism (Феминизам – архива за извођење) (Кустоси: Бетина Кнауп и Беатрис Елен Стамер)
- Београд (Србија), Музеј историје Југославије: Колекција Трајковић: Лична свита (организатори Фондација Трајковићеве збирке и Музеј историје Југославије)
- Будимпешта (Мађарска), Удружење мађарских писаца: Ekszpanzió XXIV Fesztivál "Idézet" Szimpozion és Kiállítás (фотографије) (Кустос: Köpöczi Rózsa)
- Загреб (Хрватска), Галерија Мирослав Краљевић: Re.Act.Feminism – A Performing Archive (Кустоси: Бетина Кнауп и Беатрис Елен Стамер)
- Лођ (Пољска), МС2 - Музеј уметности у Лођу: Sounding the Body Electric. Experiments in Art and Music in Eastern Europe 1957-1984 (визуелне музичке песме) (Кустоси: David Crowley, Daniel Muzyczuk)
- Роскилде ( Данска ), Музеј савремене уметности: Re.Act.Feminism – A Performing Archive (Кустоси: Бетина Кнауп и Беатрис Елен Стамер)
- Будимпешта (Мађарска), Музеј Лудвиг: Херој, хероина и аутор (6. јул – 21. октобар) (Песме, фотографије) (Кустос: Каталин Тимар)
- Талин ( Естонија ), галерија уметности Талин : Re.Act.Feminism – A Performing Archive (29. август - 30. септембар) (Кустоси: Бетина Кнауп и Беатрис Елен Стамер)

## Регеренце
1. 1 2 3 4  „PRE MARINE ABRAMOVIĆ, POSTOJALA JE ONA: Neverovatan život Novosadske avangardne umetnice - KATALINE LADIK!”. stil.kurir.rs. Приступљено 19. 4. 2024.
2. 1 2  Kopicl, Vera. „Katalin Ladik”. zenskimuzejns.org.rs. Приступљено 19. 4. 2024.
3. 1 2  „Katalin Ladik: Golim grudima na falocentričnu stvarnost”. voice.org.rs. Приступљено 19. 4. 2024.
4. ↑  „Mogu li da živim na tvom licu : romaneskna životna priča”. plus.cobiss.net. Приступљено 19. 4. 2024.
5. ↑  „Babérkoszorú-díjak és más kitüntetések”. Litera – az irodalmi portál (на језику: мађарски). Приступљено 2021-07-17.
6. ↑  „Ladik Katalin a 2016-os Lennon Ono Békedíj egyik díjazottja - média hírek - mediainfo - Médiások médiája”. mediainfo.hu. Приступљено 2021-07-17.
7. ↑   https://www.youtube.com/watch?v=FyUOeO9OSuA. Недостаје или је празан параметар |title= (помоћ)
8. ↑   https://litera.hu/hirek/spiro-gyorgy-es-ladik-katalin-kapta-a-hazam-dijat.html. Недостаје или је празан параметар |title= (помоћ)
9. ↑  „Nagradu „Sava Šumanović” dobila Katalin Ladik”. danas.rs. Приступљено 19. 4. 2024.
10. ↑   https://www.soundohm.com/product/phonopoetics-lp. Недостаје или је празан параметар |title= (помоћ)
11. ↑   https://www.soundohm.com/article/katalin-ladik-water-angel. Недостаје или је празан параметар |title= (помоћ)
12. ↑  „Kassák Múzeum | Oktatás | Ladik Katalin: Alice Kódországban - performansz”. kassakmuzeum.hu. Приступљено 2021-07-17.
13. ↑  „Alice Kódországban”. 14. Kortárs Művészeti Fesztivál (на језику: мађарски). 2013-04-20. Приступљено 2021-07-17.
14. ↑  „Aelita (1980, teljes film)”. Архивирано из оригинала 2016-10-11. г. Приступљено 2016-10-10.